# Anaxila
Anaxila là một chi bướm đêm thuộc họ Erebidae.